# Gloria Presti
Pour les articles homonymes, voir Presti.
Gloria Presti, née le 29 septembre 1989 à Colegilato, est une coureuse cycliste italienne.

## Palmarès sur route
- 2006
  - 8e du championnat du monde de course en ligne juniors
- 2007
  -  Championne d'Italie du contre-la-montre juniors
  - 3e du Mémorial Davide Fardelli juniors
  - 3e du championnat d'Europe de course en ligne juniors
  - 7e du championnat du monde du contre-la-montre juniors
  - 9e du championnat du monde de course en ligne juniors
- 2010
  - 2e de Lancy

### Grands tours

#### Tour d'Italie
3 participations
- 2009 : 71e
- 2010 : 59e
- 2011 : 88e

## Palmarès sur piste

### Championnats du monde
- Gand 2006 (juniors)
  - 5e de la poursuite juniors

### Championnats d'Europe
- 2007
  - 4e de la poursuite juniors
- 2008
  - 6e du championnat d'Europe de poursuite par équipes espoirs

### Championnats d'Italie
- 2009
  - 2e de la poursuite par équipes
- 2010
  - 2e de la poursuite par équipes
  - 3e de l'omnium
- 2011
  -  Championne de la poursuite par équipes
  - 3e de la course aux points